# 宋時烈
宋 時烈（そう じれつ、송시열、1607年 - 1689年）は、李氏朝鮮の政治家。儒学者。本貫は恩津宋氏。字は「英甫」、号は「尤庵」、「華陽洞主」。「宋子」と尊称される。孝宗のころから粛宗のころまで仕えた。

## 人物
忠清道沃川郡（現在の忠清北道沃川郡）の生まれ。1633年に科挙に合格し、官界入り。仁祖の第2王子、鳳林大君の師傅（守役）となった。3年後の1636年翌年の1637年の丙子の乱においては、大義名分論を唱え明朝に協力し清朝に対しては北伐するよう主張した。この役による王位継承争いの結果が第2王子の守役に過ぎなかった彼の将来を決定づけた。仁祖王の子、昭顕世子は乱に朝鮮が敗北した結果、清朝に人質として差し出され満州に抑留された。昭顕世子は帰国後に、親清的で西洋文明に感化された彼を疎んだ仁祖王によって毒殺され、代わりに弟の鳳林大君が新たに世子となった。
1649年鳳林大君が孝宗王として即位すると、王の守役だった宋時烈も政権で頭角を現し以後、影響力を増大させていくことになる。
しかし、1668年の右議政、1673年の左議政に任官してのち野に下った。その後は、郷里に隠遁と「王による招聘」（敦召）による再出仕を繰り返し、政権での西人、老論の巨頭として党争に重要な位置にいた。隠遁の最中でも儒学者たちが彼の庵に押しかけ「山岳政治」「山林宰相」としてその実力をしめした。
粛宗治下の1689年、南人派の唱える禧嬪張氏所生の王子・昀への元子（王位継承順位第1位）冊立に西人派のイデオローグとして反対したため、済州島に流されることになった（己巳換局）が、その途中で死を賜った。

## 思想
宋時烈は朱子学の熱心な原理主義者であり、大義名分論で清朝の明朝侵入を批判し、清朝への北伐を主張した。また李滉の学説を退けるなど朱子学の自由な研究を否定した。

### 同姓同本娶らず
1669年、宋時烈は儒教の倫理を推し進め、同姓での結婚を不倫として厳禁するように建議した。
これは同姓かつ同じ本貫の者同士の結婚を禁止したもので「同姓同本不娶」と呼ばれるものである。この結果、同姓同本の男女は結婚は認められず、生まれた子どもは私生児の扱いを受けることになった。
この制度の導入に伴い身分間の貴賤結婚も避けられるようになった。
このような身分制度の固定は朝鮮王朝滅亡まで継続することになった。それのみならず「同姓娶らず」の倫理は現在の大韓民国の民法規定にも影響を残している（1997年に大韓民国民法の第809条1号（en:Article 809 of the Korean Civil Code）にある「同姓同本不娶」規定に憲法裁判所による違憲判決がでたため現在は廃止）。

## 著作
- 『尤庵集』
- 『宋書拾遺』
- 『朱子大全箚疑』
- 『程書分類』
- 『宋子大全』
- 『三学士伝』

## 肖像画
肖像画『宋時烈像』（画像参照、（1778年ごろ製作、韓国国立中央博物館所蔵））は大韓民国国宝239号（1987年12月26日指定）に指定されている。